# 2. Sinfonie (Haydn)
Die Sinfonie C-Dur Hoboken-Verzeichnis I:2 komponierte Joseph Haydn vermutlich zwischen 1757 und 1759 während seiner Anstellungszeit beim Grafen Morzin.

## Allgemeines

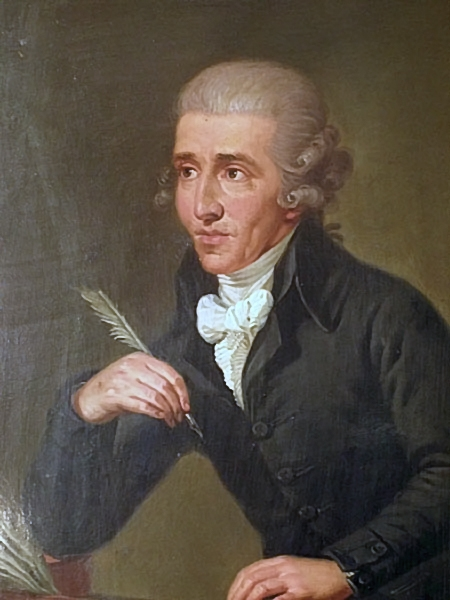
Joseph Haydn (Gemälde von Ludwig Guttenbrunn, um 1770)

Die Sinfonie C-Dur Hoboken-Verzeichnis I:2 komponierte Haydn vermutlich zwischen 1757 und 1759 während seiner Anstellungszeit beim Grafen Morzin. Das Autograph der Sinfonie ist verschollen, jedoch liegen zeitgenössische Stimmenkopien vor. Die Echtheit ist durch den Eintrag in Haydns eigenhändigen „Entwurf-Katalog“ gesichert.
Eine Besonderheit des Werkes ist, dass die Sätze nicht wie sonst üblich Wiederholungen von Satzteilen aufweisen. Trotz ihrer zeitlichen Nähe zur Sinfonie Nr. 1 ergeben sich im Vergleich deutliche strukturelle Unterschiede, und insbesondere der erste Satz der Sinfonie Nr. 2 wird in Literaturbesprechungen als besonders hervorgehoben:
Nach Howard Chandler Robbins Landon zeigt ein Vergleich der ersten Sätze der Sinfonien 1 und 2 ein ständiges Ringen zwischen reinem Barockstil und vorklassischen Elementen der Wiener, Mannheimer und italienischen Schule. Auch unabhängig von ihren stark abweichenden Strukturen seien Nr. 1 und 2 Welten voneinander entfernt. Die Sinfonie Nr. 1 lehne sich eher an die Mannheimer Schule an, während Nr. 2 zurückkehre zu barocken Kadenzen und langen, absichtlich archaischen Sequenzen. Trotzdem sei Nr. 2 deutlich moderner, was die generelle Struktur und die thematische Entwicklung angeht. Es sei schwer zu glauben, dass beide Sinfonien im Abstand von wenigen Jahren komponiert wurden. Der erste Satz sei in formaler, orchestraler und harmonischer Struktur völlig verschieden von Haydns anderen Sinfoniesätzen aus dieser Zeit.

„Aus einer ganz anderen Welt kommt die C-Dur-Symphonie I:2 – wüsste man es nicht anders, man würde kaum vermuten, daß die beiden Werke denselben Autor haben. Hier verbindet der Kopfsatz homophone und kontrapunktische Abschnitte so, daß das Hauptmotiv des homophonen Anfangs zu einem der kontrapunktischen Motive wird, und die Großform verbindet Elemente des Sonatensatzes und der Ritornellform; auf der Dominant-Ebene erscheint ein kontrapunktischer Einfall in g-Moll statt G-Dur, als ‚korrekte‘ Dominante schließt sich der Hauptsatz in G-Dur samt kontrapunktisch-motivischer Verarbeitung an, und so geht es in einem wahren Vexierspiel weiter.“

„Diese Symphonie widerlegt ein für allemal die Meinung, dass die Instrumentalwerke des jungen Haydn ‚konventionell‘ seien. Das eröffnende Allegro ist einzigartig; es ist Gegenstand einer Art von Dialog oder Konfrontation zwischen traditionellem und modernem Stil. Obwohl es schlicht mit einem eindringlich punktierten Unisono-Thema und einer homophonen Fortsetzung beginnt, beschwört die piano Gegendarstellung plötzlich den gelehrten Kontrapunkt. In der Tat ist der ganze Satz von freien Wechseln zwischen homophonen und kontrapunktischen Passagen beherrscht, die auf dem aufsteigend punktierten Thema basieren. Dieser Satz ist aber auch formal einzigartig. Er ist Haydns einziger schneller sinfonischer Anfangssatz, dem die inneren Wiederholungen seiner zwei Teile (…) fehlen.“

## Zur Musik
Besetzung: zwei Oboen, zwei Hörner, zwei Violinen, Viola, Cello, Kontrabass. Zur Verstärkung der Bass-Stimme wurde damals auch ohne gesonderte Notierung ein Fagott eingesetzt. Über die Beteiligung eines Cembalo-Continuos in Haydns Sinfonien bestehen unterschiedliche Auffassungen.
Aufführungszeit:  ca. 10 Minuten.
Bei den hier benutzten Begriffen der Sonatensatzform ist zu berücksichtigen, dass dieses Schema in der ersten Hälfte des 19. Jahrhunderts entworfen wurde (siehe dort) und von daher nur mit Einschränkungen auf ein Werk von ca. 1760 übertragen werden kann. – Die hier vorgenommene Beschreibung und Gliederung der Sätze ist als Vorschlag zu verstehen. Je nach Standpunkt sind auch andere Abgrenzungen und Deutungen möglich.

### Erster Satz: Allegro
C-Dur, 2/2-Takt (alla breve), 194 Takte

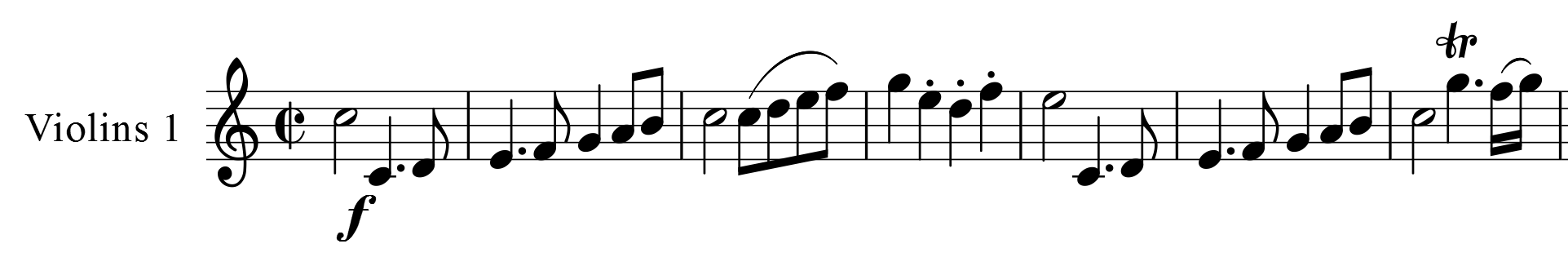
Beginn des Allegro

Das erste Thema (oder die thematische Einheit, Takt 1–19) ist durchweg forte gehalten und besteht aus mehreren Motiven: Zu Beginn steht ein Unisono-Motiv, bei dem nach dem eröffnenden Oktavsprung abwärts eine Tonleiter über eine Oktave aufwärts in punktiertem Rhythmus einsetzt (Motiv 1, „Tonleitermotiv“), gefolgt von einem weiteren Aufstieg (als Quinte) in Achteln und einer kadenzierenden Wendung in Vierteln (Motiv 2, „Kadenzmotiv“). Nach Wiederholung von Motiv 1 folgt Motiv 3 im punktierten Rhythmus und mit Triller („Trillermotiv“), allerdings sind die Intervallsprünge größer. Die Schlusswendung des Themenkomplexes endet mit Betonung der Tonika C-Dur (Dreiklänge und Hornfanfare, Takt 17–19).
Unmittelbar darauf fängt die 2. Violine piano mit dem Tonleitermotiv an, kurz darauf begleitet von den übrigen Streichern – wobei die 1. Violine eine stufenweise absteigende Gegenstimme spielt, in die die 2. Violine dann versetzt einstimmt. Nun setzt das ganze Orchester wieder forte an mit zwei Varianten des Trillermotivs (die erste ohne, die zweite mit punktiertem Rhythmus), dann ab Takt 34 mit Motiv 4 in abgesetzter Bewegung. Dabei wechselt Haydn zur Dominante G-Dur, die in Takt 41 erreicht ist.
Das zweite „Thema“ (Motiv 5, ab Takt 41) steht dann jedoch kontrastierend in der Moll-Dominante (g-Moll). Es wird von den Streichern piano als Dialog vorgetragen: Die 1. Violine beginnt als „Frage“ mit ihrem auftaktigen Dreitonmotiv im punktierten Rhythmus, beantwortet von einem als Quarte aufsteigenden Viertonmotiv der 2. Violine und Viola. Beide Elemente können aus dem Tonleitermotiv abgeleitet werden. Anschließend greifen auch die übrigen Streicher das Viertonmotiv dialogisch auf (jeweils 1. Violine und Bass sowie 2. Violine und Viola zusammen) und sequenzieren es abwärts.
Die Schlussgruppe setzt wiederum forte ein und enthält neben Tremolo der Violinen Motiv 6 im punktierten Rhythmus. Nach einer Piano-Tonleiter über eine Dezime aufwärts der Violinen beendet Haydn den ersten Teil mit Akkordschlägen in G-Dur.
Die Durchführung verarbeitet insbesondere das Tonleitermotiv: Dieses wird zweimal in Terzen abwärts sequenziert (Takt 74–80 in den Bässen, Takt 94–100 in den 1. Oboen und 1. Violinen) und dabei jeweils von Gegenstimmen kontrapunktiert. Die Tonleiter tritt dabei auch abwärts statt aufwärts auf (Takt 79–81 in den Violinen). In Takt 113 schließt pianissimo eine Passage an, die der ab Takt 19 ähnelt: Die 1. Violinen beginnen mit einem Motiv im punktierten Rhythmus (an Motiv 1 erinnernd) im Rahmen einer aufsteigenden Quinte (an Motiv 2 erinnernd), die 2. Violinen setzen versetzt ein – der anschließende stufenweise Abstieg entspricht dem aus Takt 20–24. Weiterhin verarbeitet Haydn sequenzierend und dialogisch versetzt auch die Trillerfigur vom Trillermotiv (ab Takt 82, piano, Violinen), ab Takt 100 ein Tonleiterfragment abwärts (an das Tonleitermotiv erinnernd, im Wechsel zwischen Bass und 1. Violine) und ab Takt 108 wird die Variante des Trillermotivs aus Takt 25 zitiert.
Gegenüber der Exposition ist die Reprise ab Takt 134 zunächst verkürzt, indem auf das „erste Thema“ (entsprechend Takt 1–19) unmittelbar Motiv 4 mit seiner abgesetzten Bewegung folgt. Die Schlussgruppe ist jedoch erweitert, indem nach Motiv 6 das Tonleitermotiv nochmals in Terzen abwärts sequenziert wird (ähnlich wie ab Takt 94) mit kurzem Anhang im Bass (Umkehrung des Tonleitermotivs im Quintrahmen). Die Piano-Tonleiter über eine Dezime aufwärts der Violinen beendet mit Akkordschlägen im forte wie in der Exposition den Satz.
Nach Anthony Hodgson (1976) erinnert der Satz an das Finale aus Haydns erstem Hornkonzert.

### Zweiter Satz: Andante
G-Dur, 2/4-Takt, 78 Takte
Der zweistimmige Satz ist nur für Streicher und durchweg piano gehalten. Die parallel geführten Violinen spielen eine ununterbrochen fortlaufende, Perpetuum-Mobileartige Melodie in gleichmäßigen Sechzehnteln, die oft auf der ersten Taktzeit mit Trillern verziert ist. Ebenso sind die mit ihrer schreitenden Bewegung begleitenden Viola und Bassinstrumente parallelgeführt.
Durch die gleichmäßig dahinfließende Bewegung (überwiegend legato, teilweise etwas staccato) lassen sich kaum zueinander kontrastierende Themen oder Motive erkennen. Die ersten acht Takte sind durch die Tonika G-Dur geprägt, anschließend wechselt Haydn zur Dominante D-Dur (etwa ab Takt 16 erreicht). Der erste Teil endet in Takt 30 und geht nahtlos in einen Mittelteil mit Molltrübung über. Die Reprise setzt in Takt 54 ein. Sie ist ähnlich dem ersten Teil strukturiert, aber kürzer.
Durch die kontinuierlich fließende Bewegung der Oberstimmen und die schreitenden Bässe zeigt das Andante eine Anlehnung an spätbarocke Vorbilder, insbesondere an die barocke Fortspinnungstechnik.

### Dritter Satz: Presto
C-Dur, 3/8-Takt, 231 Takte
Der Satz ist als Rondo mit dem Hauptthema (Refrain) und zwei Couplets aufgebaut.
- A-Teil (Takt 1–56, Refrain): Vorstellung des periodisch strukturierten, tänzerischen Hauptthemas mit Triller und Staccato im ganzen Orchester mit parallel geführten Oberstimmen (Oboen, Violinen) sowie Mittel- und Unterstimmen (Viola und Bass). Der A-Teil ist dreiteilig im Schema a-b-a aufgebaut: Der a-Teil stellt das eigentliche Refrainthema dar, während der b-Teil das Thema kurz fortsetzt und dann mit einer Motivvariante aus dem Hauptthema, die versetzt von „oben nach unten“ durch die Stimmen läuft, bereits wieder zum a-Teil überleitet.
- Das Couplet 1 (Takt 57–91) steht in c-Moll und ist für Streicher im Piano gehalten. Die 1. Violine beginnt in drei Ansätzen mit einem Motiv, um einen Takt versetzt folgt die 2. Violine imitierend, darauf die übrigen Streicher begleitend.
- Von Takt 92 bis 129 wird der Refrain mit variiertem b-Teil wiederholt.
- Das Couplet 2 (Takt 130–173) steht in der Subdominante F-Dur. Die Oboen schweigen. Es ist wie der Refrain in sich dreiteilig aufgebaut (Muster c-d-c´). Der erste Teil (F-Dur, pianissimo) ist durch seine Frage-Antwort-Wendung mit Triller und die schließende fallende Linie gekennzeichnet, der zweite (piano) weist eine Auf-Ab-Bewegung in c-Moll auf. Anschließend wird der erste Teil als Variante wiederholt. Den Triller und die Auf- bzw. absteigende Linie kann man je nach Standpunkt als vom Refrain abgeleitet interpretieren.
- Der Refrain wird dann nochmals in der ursprünglichen Form wiederholt und mit einer zweitaktigen Coda abgeschlossen.